# Attilio Ortolani
Attilio Ortolani (Cremona, 14 gennaio 1897 – Cittiglio, 6 novembre 1975) è stato un attore italiano attivo nel cinema, teatro e televisione.

## Biografia
Nato a Cremona recita in pellicole a partire dagli anni trenta in veste di attore caratterista o di secondo piano.
Viene diretto da registri come Max Calandri, Duilio Coletti e Max Ophüls.
Muore a Cittiglio in provincia di Varese nel 1975.
Appare in televisione nello sceneggiato televisivo Il mulino del Po.

## Prosa teatrale
- Le Rozeno, di Camillo Antona Traversi, regia di Anton Giulio Bragaglia. Teatro Nuovo di Milano, 13 ottobre 1942.

## Filmografia
- La signora di tutti, regia di Max Ophüls (1934)
- La luce del mondo, regia di Gennaro Righelli (1935)
- Pierpin, regia di Duilio Coletti (1935)
- Luisa Sanfelice, regia di Leo Menardi (1942)
- Il nemico, regia di Guglielmo Giannini (1943)
- Sangue a Ca' Foscari, regia di Max Calandri (1947)
- Il fabbro del convento, regia di Max Calandri (1947)
- Lohengrin, regia di Max Calandri (1947)
- Dal sabato al lunedì, regia di Guido Guerrasio (1962)
- Operazione Vega, regia di Vittorio Cottafavi (1962)